# 戈拉赫河
49°31′14″N 10°0′2″E / 49.52056°N 10.00056°E

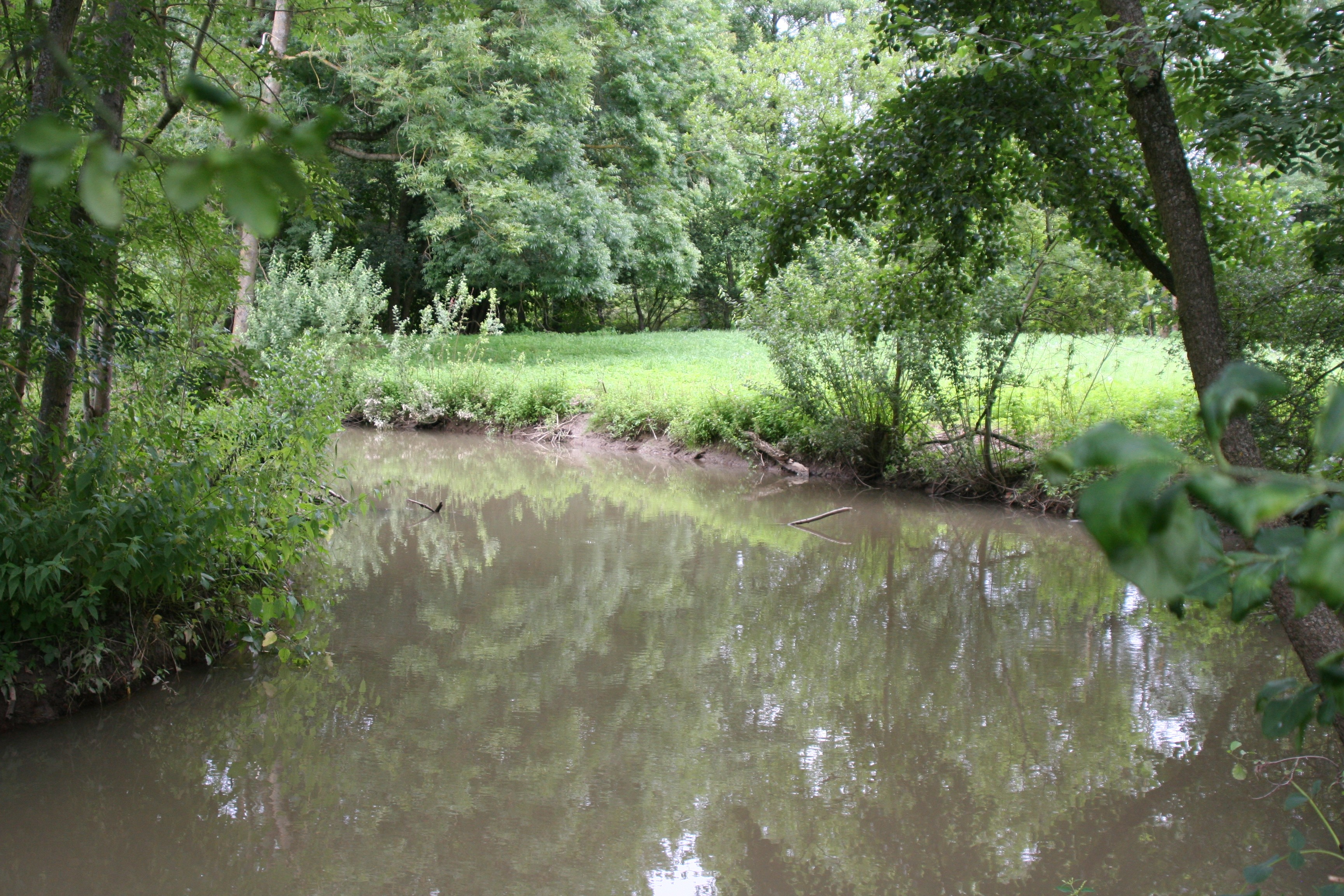

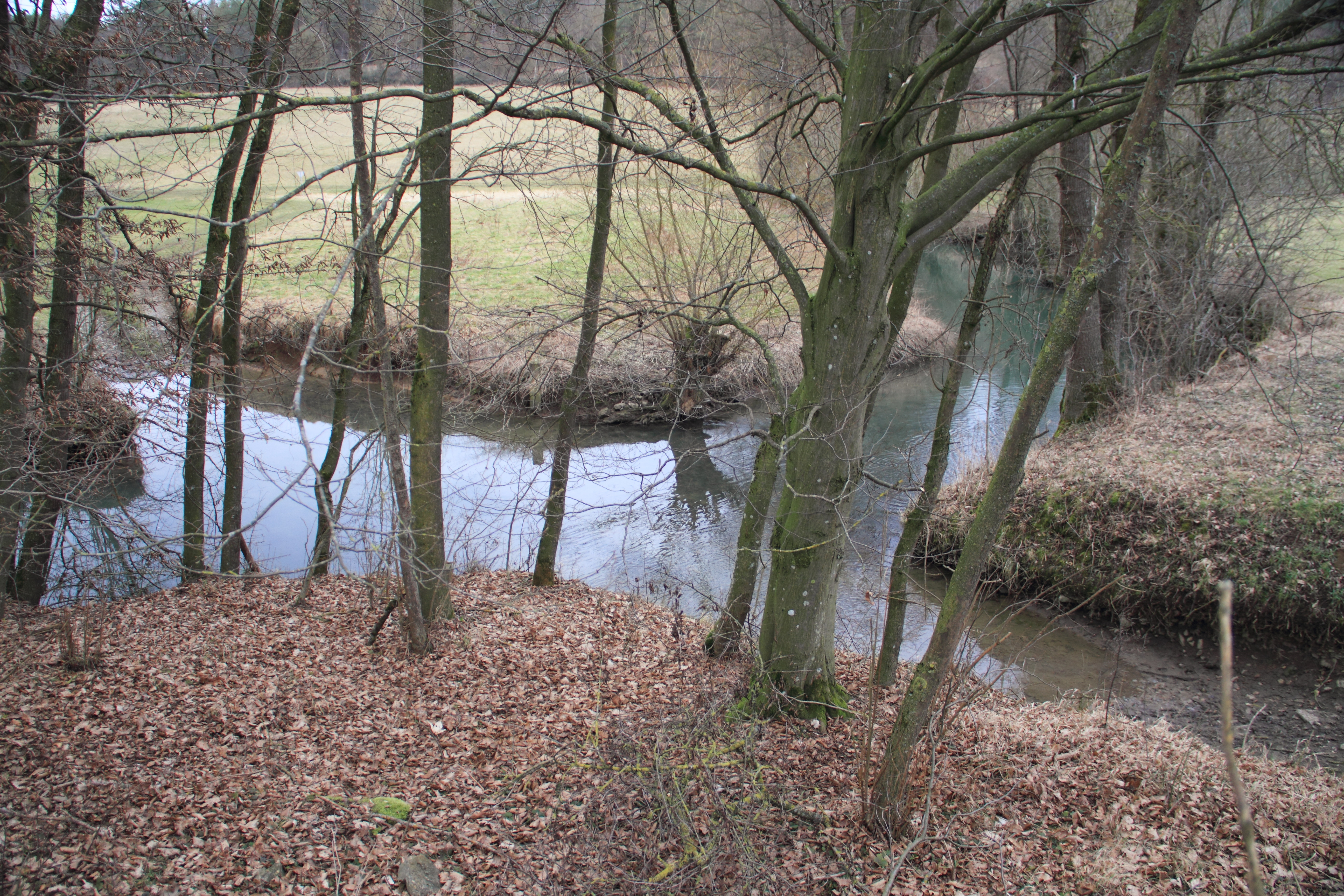

戈拉赫河是德國的河流，位於該國東南部，由巴伐利亞負責管轄，屬於陶伯河的右支流，河道全長33.6公里，流域面積164.5平方公里，河口處在比伯埃倫。